# 彭惟孝
彭惟孝（1135年1月17日—1207年6月5日），字孝求，自號求志居士，又號玉峰老人，江西泰和人。是彭仲弼的二兒子，彭仲文的姪子，彭琮的孫子，彭述的曾孫。
他過去曾與楊萬里和周必大是同學。南宋慶元元年（1195年）周必大推薦他進入朝廷服務，彭惟孝寫了一篇賦來評論時政，宋寧宗看了之後希望給他官位，但是他不願從官，只願歸隱。
他致力於學術，收集書籍過萬卷，號「彭氏山房」。他在成年之後對於曾祖父彭述建立的「求志堂」進行重修，所以自號「求志居士」，有《求志堂詩文》詳細記載這些經過。
彭惟孝過世時，陸游也為他寫了〈求志居士彭君墓誌銘〉一文，目前收錄於《渭南文集》之中。

## 家庭
他妻子是倪氏，於1198年過世，有八個孩子，六男二女，其中第三子彭一遇過繼給兄弟彭惟忠當小孩，後來曾擔任龍安主簿。其他五個兒子分別是彭一飛、彭一鳴、彭一德、彭一愚與彭一遵，其中彭一飛早死，彭一鳴與彭一德成為太學生，彭一愚是禮部進士，並授與武仙尉一職。兩個女兒分別嫁給周瓖與曾煒。
清代名臣彭玉麟是其後裔。